# Distretto di Pak Phli
Il distretto di Pak Phli (in thailandese: ปากพลี) è un distretto (amphoe) della Thailandia, situato nella provincia di Nakhon Nayok.